# Mûr-de-Bretagne
Mûr-de-Bretagne (tiếng Breton: Mur) là một xã của tỉnh Côtes-d’Armor, thuộc vùng Bretagne, tây bắc Pháp.

## Dân số
Người dân ở Mûr-de-Bretagne được gọi làMûrois.